# عبد الله عبد العزيز (لاعب كاراتيه)
عبد الله عبد العزيز (مواليد 29 مارس 1999) هو لاعب كاراتيه مصري، مثّل بلاده في الألعاب الأولمبية الصيفية 2020.

## المشاركة الأولمبية
| مصر (EGY)  | مصر (EGY)            | مصر (EGY)                   | مصر (EGY)                       | مصر (EGY)                        | مصر (EGY)                 | مصر (EGY)     | مصر (EGY)     | مصر (EGY)     | مصر (EGY) |
| الدورة     | الحدث                | دور المجموعات               | دور المجموعات                   | دور المجموعات                    | دور المجموعات             | دور المجموعات | نصف النهائي   | النهائي       | النهائي   |
| الدورة     | الحدث                | الخصم النتيجة               | الخصم النتيجة                   | الخصم النتيجة                    | الخصم النتيجة             | الترتيب       | الخصم النتيجة | الخصم النتيجة | الترتيب   |
| ---------- | -------------------- | --------------------------- | ------------------------------- | -------------------------------- | ------------------------- | ------------- | ------------- | ------------- | --------- |
| طوكيو 2020 | –75 كجم [الإنجليزية] | Hárspataki (المجر) · خ 2–2+ | كين نيشيمورا ‏ (اليابان) · خ 7–8 | Scott (الولايات المتحدة) · خ 1–3 | Horuna (أوكرانيا) · ف 4–1 | 5             | لم يتأهل      | لم يتأهل      | لم يتأهل  |

## روابط خارجية
عبد الله عبد العزيز (لاعب كاراتيه) على موقع اللجنة الأولمبية الدولية (الإنجليزية)
- عبد الله عبد العزيز (لاعب كاراتيه) على موقع أوليمبيديا (الإنجليزية)
- عبد الله عبد العزيز (لاعب كاراتيه) على موقع الجمعية الدولية للألعاب العالمية (الإنجليزية)